# Ain-Diab Circuit
Ain-Diab Circuit byl marocký závodní okruh, který kdysi hostil jeden závod seriálu Formule 1 v roce 1958.
Okruh byl postaven v roce 1957, jihozápadně od města Ain Diab a tvořily jej pobřežní veřejné komunikace vedoucí z Casablancy do Azemmouru. Před rokem 1957 se Grand Prix Maroka pořádala na okruzích Anfa a Agádír.
7,6 kilometru dlouhou trať navrhl marocký královský automobilový klub a sultán Muhammad V. mu dal plné požehnání. Celá stavba proběhla za 6 týdnů. V roce 1957 se na tomto okruhu konaly nemistrovské závody Formule 1 a 19. října 1958 se zde pořádala první a doposud poslední Grand Prix Maroka. Závod vyhrál Stirling Moss se svým Vanwallem, ale k tomu stát se šampionem mu to nestačilo, protože jeho rival Mike Hawthorn dojel druhý a o jeden bod se stal prvním britským šampionem.
Mossovu týmovému kolegovi Stuartu Lewis-Evansovi se v průběhu závodu zadrhnul motor, roztočil se a naboural. Jeho auto vzplálo a než se podařilo vše uhasit, brit už byl smrtelně popálen a o osm dní později zemřel v anglické nemocnici.

## Vítězové v jednotlivých letech
| Rok  | Jezdec        | Konstruktér | Výsledky |
| ---- | ------------- | ----------- | -------- |
| 1958 | Stirling Moss | Vanwall     | Výsledky |